# قرقاول طاووسی پالاوان
قرقاول طاووسی پالاوان (نام علمی: Polyplectron napoleonis) نام یک گونه از زیرخانواده قرقاولیان است.

## نگارخانه

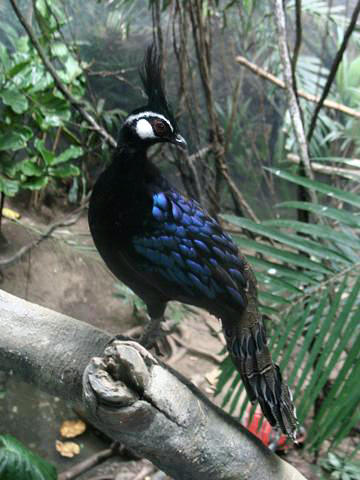
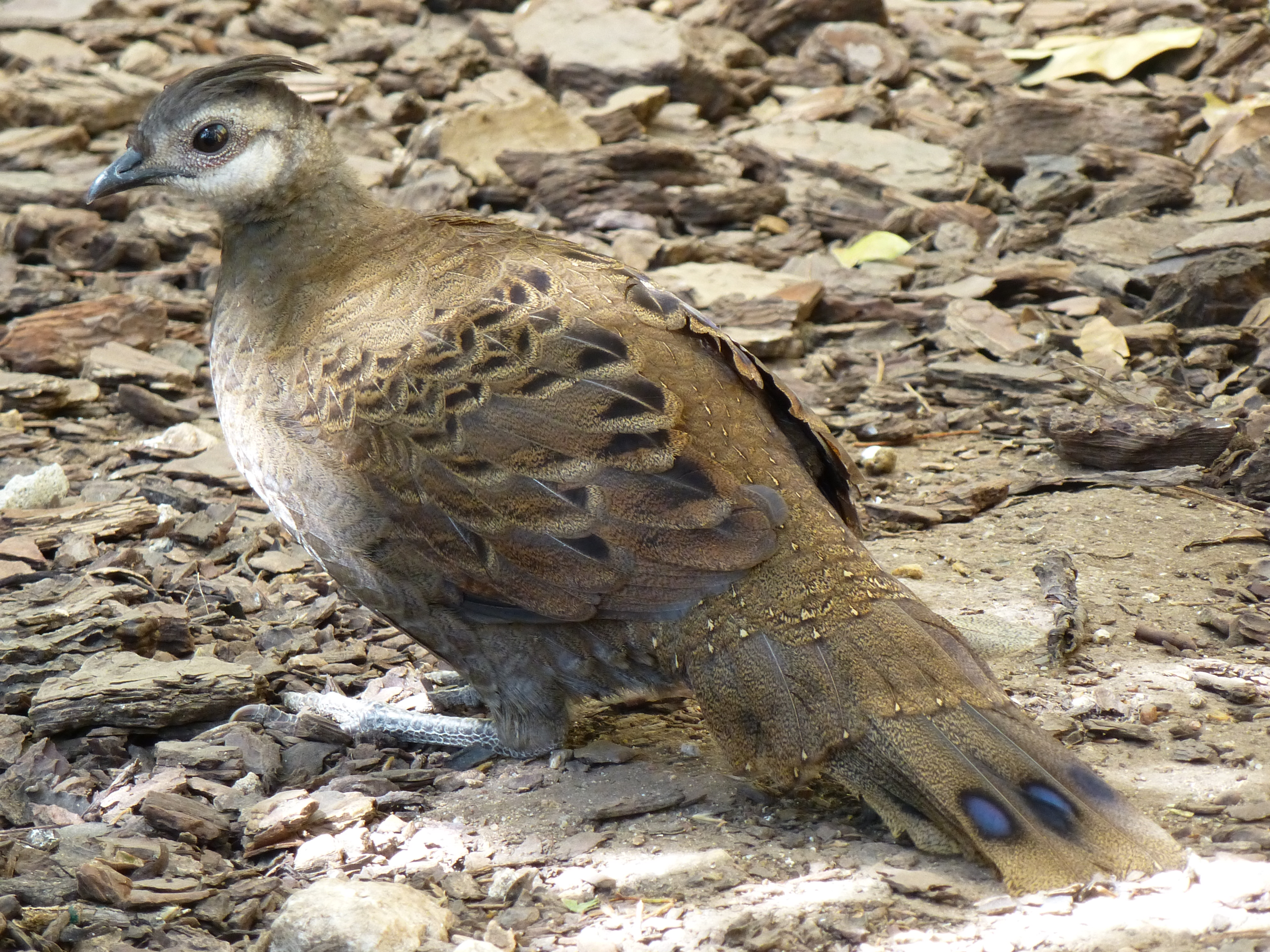
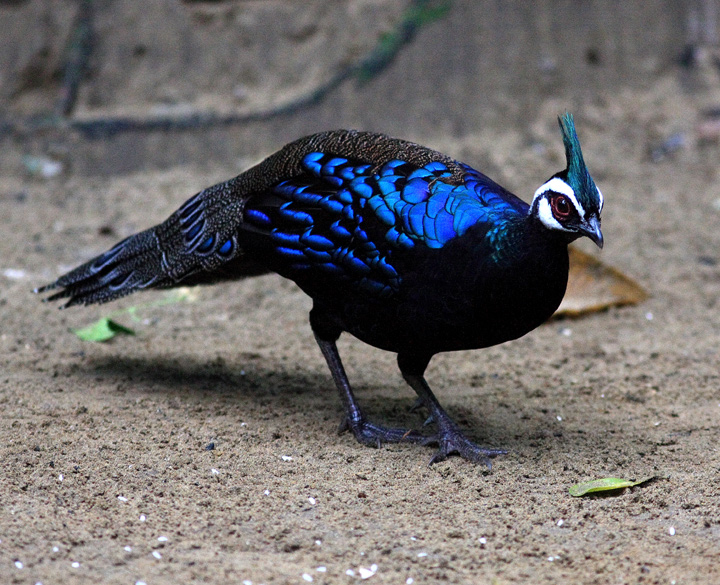